# الحرسة (جبلة)

تعديل مصدري - تعديل

الحرسة محلة تابعة لقرية اُدام، التابعة لعزلة الشراعي بمديرية جبلة إحدى مديريات محافظة إب في الجمهورية اليمنية، بلغ تعداد سكانها 29 حسب تعداد اليمن لعام 2004.